# جيني ستراوس كلاي
جيني ستراوس كلاي (بالإنجليزية: Jenny Strauss Clay)‏ هي باحثة في تاريخ العصور الكلاسيكية أمريكية، ولدت في 1942 في القاهرة في مصر.